# Apliki
Apliki (gr. Απλίκι) – wieś w Republice Cypryjskiej, w dystrykcie Nikozja. W 2011 roku liczyła 87 mieszkańców.